# Viterbo
För andra betydelser, se Viterbo (olika betydelser).
Viterbo [viˈtɛrbo] lyssna (fil) är en stad i nordvästra delen av regionen Lazio i Italien, ungefär 70 km nordväst om Rom. Kommunen hade 67 681 invånare (2018). och är huvudort i provinsen Viterbo.
Staden är biskopssäte och handelscentrum för den omkringliggande jordbruksbygden. Här finns en utvecklad livsmedelsindustri, men också verkstadsindustri och en betydande turistnäring . Här finns också ett universitet.

## Geografi
Viterbo ligger i en dalgång, omgiven av de ursprungligen vulkaniska bergsmassiven Monti Cimini i söder och Monti Volsini i väster, nära Bolsenasjön.
Staden gränsar till kommunerna Bagnoregio, Bomarzo, Canepina, Caprarola, Celleno, Civitella d'Agliano, Graffignano, Marta, Monte Romano, Montefiascone, Ronciglione, Soriano nel Cimino, Tuscania, Vetralla och Vitorchiano.

## Varma källor
Strax väster om staden Viterbo finns flera varma källor som varit i bruk sedan romartiden och vars mineralrika vatten anses ha läkande egenskaper. Några av de mer kända är Terme dei Papi (Påvarnas bad, numera en Spa-anläggning), och naturbaden Piscine Carletti, Terme di Masso San Sisto samt det bubblande Bulicame – som figurerar i fjortonde sången av Dantes Inferno.

## Historia

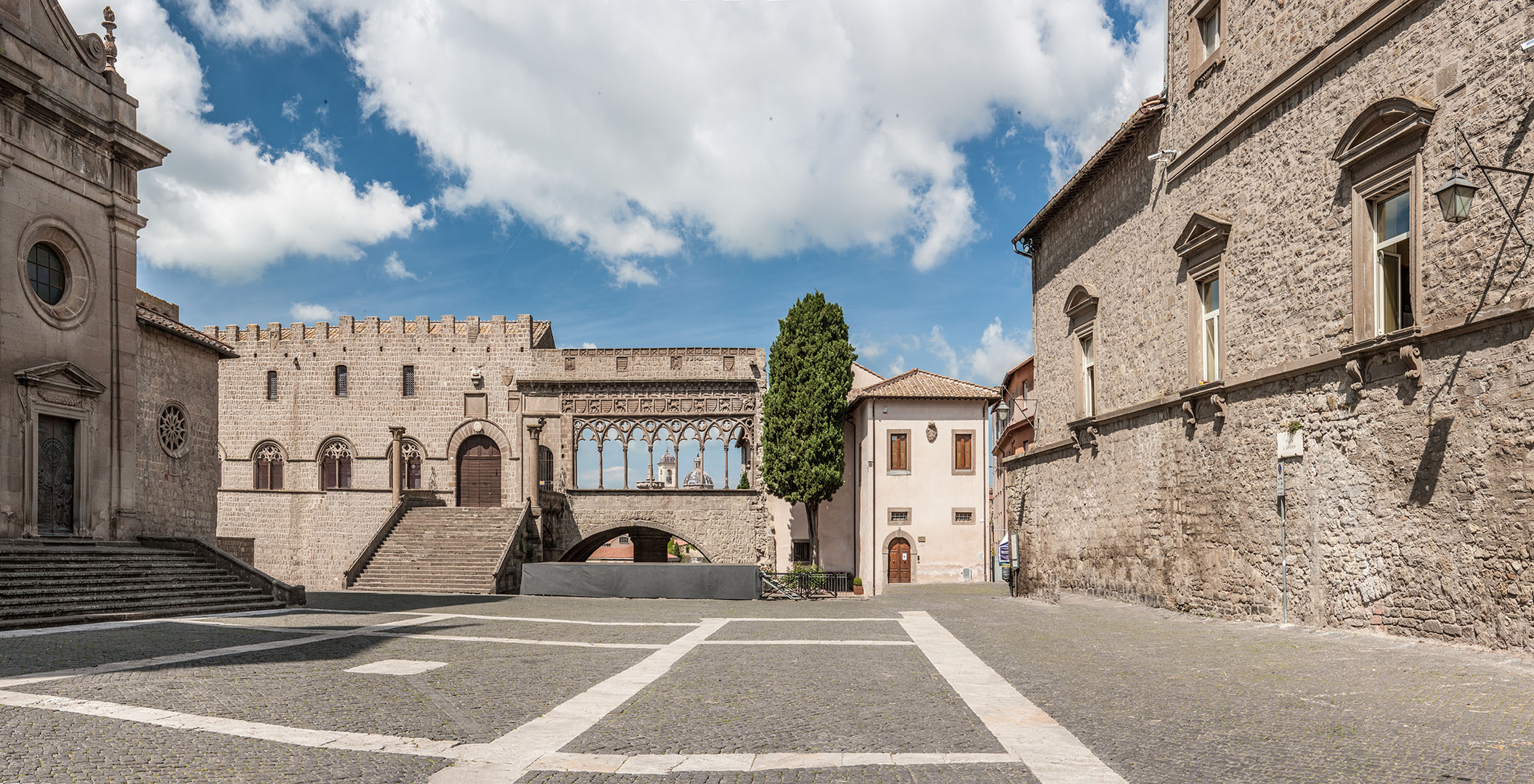
Palazzo dei Papi.

Staden grundades av etruskerna under namnet Surrena  och intogs av romarna år 310 f.Kr.
Ortsamnet Castrum Viterbii är först känt från 700-talet. Staden ska ha intagits och befästs av langobardernas siste kung Desiderius år 773 i samband med dennes försök att erövra Rom.
Centrala Viterbo omges av en välbevarad medeltida stadsmur, uppförd under 1000- och 1100-talen, vars portaler bildar ingångar till den bitvis välbevarade stadskärnan, som bland många sevärda byggnader inrymmer Palazzo dei Papi  byggt 1257–1266 (där påven huserade några årtionden på 1200-talet) och San Lorenzo-katedralen.
År 1979 grundades här Universitetet i Tuscia (italienska: Università degli Studi della Tuscia, UNITUS), som har sex fakulteter; jord- och skogsbruk, kulturarv, ekonomi, språk, statsvetenskap och matematik/fysik/naturvetenskap.

## Kommunikationer

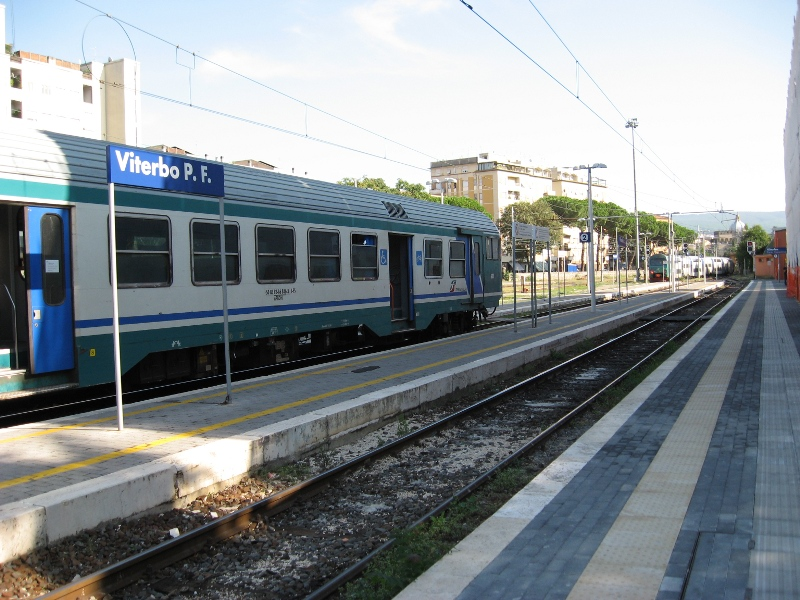
Viterbo Porta Fiorentina.

Några kilometer nordväst om Viterbo finns en militärflygplats som invigdes 1936. Åren 2007–2009 diskuterade den dåvarande regeringen att bygga ut den till Roms tredje stora flygplats (Italienska: Aeroporto di Roma-Viterbo (ICAO: LIRV) vid sidan av Fiumincino vid västkusten och Ciampino i söder, men de planerna skrinlades 2013.
På järnväg trafikeras Viterbo av linjerna Ferrovia Roma–Capranica–Viterbo (FL3), Ferrovia Roma–Civitacastellana–Viterbo (regionaltåg) och lokaltåget Ferrovia Viterbo-Attigliano–Orte som anknyter till linjerna Florens–Rom (Linea Lenta, LL) och Rom–Ancona. I staden finns tre järnvägsstationer: Porta Fiorentina, Porta Romana och Viale Trieste.
Historiskt passerades Viterbo i nord-sydlig riktning av den romerska vägen Via Cassia som gick från Rom till Florens och gett namn till dagens motorväg SS2, med snarlik sträckning. Från västkusten vid Tarquinia och Civitavecchia löper motorvägen SS675 (Umbro–Laziale) via Viterbo mot järnvägsknuten Orte och Monte Romano. Andra större vägar är provinsvägarna Cimina (SP1, söderut mot Caprarola), Tuscanese (SR2, norrut mot Montefiascone), Teverina (SP5, norrut mot Celleno) och Ortana (SP151, österut mot Orte).